# Isaac ibn Yashush
Isaac Abu Ibrahim ibn Yashush ibn Saqtar (ou ibn Kastar),
Isaac ibn Jasos ibn Saktar ou  Abu Ibrahim Isaac ibn Yashush, également appelé Yiẓḥaḳi, Yizchaki ou encore Itzchaki, nom parfois francisé en « Issac ben Jésus », né à Tolède en 982 et mort dans la même ville vers 1057, était un médecin, exégète et grammairien hébraïque du XIe siècle.

## Éléments biographiques
Identifié par Moritz Steinschneider au médecin Isḥaḳ ibn Ḳasṭar ou ibn Saḳṭar, il aurait été, selon Ibn Abi Uṣaibi'a, le médecin ordinaire de Muwaffaḳ Mujahid al-'Amiri et de son fils Ali Iqbal al-Dawla, souverains de la taïfa de Denia. 

## Œuvre
Ibn Yashush était assez versé en logique, en grammaire hébraïque et en loi juive, et connaissait par ailleurs les opinions des philosophes. 
Admiré par Moshe ibn Ezra, qui l'appelle, ainsi qu'Abu al-Walid les « deux cheikhs de la grammaire hébraïque, » il est en revanche fortement critiqué par Abraham ibn Ezra.
La seule œuvre connue d'Ibn Yashush, le Sefer ha-Ẓeroufim (dont le titre arabe était probablement Kitāb al Taṣārīf), qui traite de l'inflexion, n'est précisément connue que par les références dans les travaux d'Abraham ibn Ezra. Ce dernier condamne souvent, dans son commentaire sur la Bible, Isaac et son exégèse critique-historique trop audacieuse. Celle-ci lui aurait, selon Ibn Ezra, amené à conclure que le chapitre 36 du Livre de la Genèse, qui donne la généalogie des rois d'Édom, n'a pu être écrite avant l'époque du roi Josaphat : le Hadad de Gen. 36:35 serait identique au Hadad l'Édomite de I Rois 11:14 et Mehetabel de Gen. 36:39 serait la sœur de Tahpenes de I Rois 11:19. Jobab ben Zerah serait identique à Job, et le prophète Hoshea ben Beeri serait Hoshea ben Elah, le dernier roi du royaume d'Israël.
De telles assertions, apparemment tirées de Moshe ibn Gikatilla, ont fait déclarer à Ibn Ezra que le livre d'Isaac ibn Yashush devrait être livré au feu, comme œuvre d'un « babilleur (mahbil) de choses vaines. » Il est aussi possible qu'Isaac soit le mahbil anonyme auquel Ibn Ezra reproche d'avoir voulu altérer des mots ou expressions dans plus de 200 passages de la Bible. Ce système de substitution avait été utilisé pour la première fois par Abu al-Walid.
Des portions d'un long commentaire rédigé en arabe sur l'œuvre linguistique de Samuel ibn Nagrela ont été publiées par Joseph Derenbourg en 1880, qui les croyait extraites du Kitāb al Taṣārīf. Cependant, Pavel Kokowtzow a démontré qu'il s'agit de l'œuvre d'un auteur anonyme, postérieur à Ibn Yashush d'une génération.